# Electronic Entertainment Expo
L'Electronic Entertainment Expo, meglio conosciuta con la sigla E3, è stata una fiera di videogiochi organizzata dall'Entertainment Software Association e utilizzata da sviluppatori ed editori per mostrare al pubblico i propri titoli in uscita ed il relativo merchandise. Si è tenuto principalmente a Los Angeles dal 1995 al 2019, con la sua iterazione finale tenuta virtualmente nel 2021.

## Storia
La prima edizione dell'Electronic Entertainment Expo fu concepita nel 1995 da International Data Group e organizzata da Entertainment Software Association. Inizialmente ESA chiese uno spazio privato per gli sviluppatori all'interno del Consumer Electronics Show, imponendo di non limitare l'accesso ai soli invitati iscritti; Patrick Ferrell, amministratore delegato di IDG, inviò il vice-presidente del marketing della società all'incontro con gli organizzatori del CES, dal quale nacque l'Electronic Entertainment Expo.
La fiera debuttò in concomitanza con l'inizio della quinta generazione e vide protagonisti Sega Saturn, PlayStation, Virtual Boy e Neo Geo; furono inoltre rese disponibili le specifiche tecniche di Nintendo 64. In questo periodo l'Electronic Entertainment Expo fu nominalmente una fiera professionale riservata all'industria e alla stampa, sebbene i pass fossero ufficiosamente disponibili sul mercato secondario, consentendo così la partecipazione di appassionati e giornalisti amatoriali e spingendo gli espositori verso un costoso esibizionismo.
Nel 2007 e nel 2008 la fiera venne rinominata E3 Media & Business Summit e subì un notevole ridimensionamento: le porte non furono più aperte a tutti, ma soltanto su invito; tutto ciò portò ad una riduzione dei partecipanti da cinquantamila a diecimila.
Nel 2009 i biglietti tornarono disponibili per l'acquisto (seppur con un limite al numero di ingressi e requisiti d'accreditamento) e la fiera riacquisì la denominazione precedente. Solo negli anni duemiladieci, in parte grazie anche alla pressione di alcuni espositori che boicottarono l'evento, iniziò ad aprire ufficialmente al pubblico: nel 2015 furono venduti cinquemila biglietti promozionali, fino ad arrivare a quindicimila nel 2017.
L'evento è stato annullato per la prima volta nel 2020 a causa della pandemia di COVID-19, e l'E3 2021 si è svolto in edizione virtuale online, rinominata Electronic Entertainment Experience. L'evento del 2022 è stato annullato, nuovamente, a causa della pandemia e senza che si sia svolta alcuna edizione virtuale. L'E3 2023 è stato cancellato dopo che tutti i principali editori di videogiochi si sono ritirati dall'evento.
Il 12 dicembre 2023 venne comunicata la cancellazione definitiva della fiera.

## Edizioni
| #   | Anno | Date         | Città       |
| --- | ---- | ------------ | ----------- |
| 1ª  | 1995 | 11–13 maggio | Los Angeles |
| 2ª  | 1996 | 16–18 maggio | Los Angeles |
| 3ª  | 1997 | 19–21 giugno | Atlanta     |
| 4ª  | 1998 | 28–30 maggio | Atlanta     |
| 5ª  | 1999 | 13–15 maggio | Los Angeles |
| 6ª  | 2000 | 11–13 maggio | Los Angeles |
| 7ª  | 2001 | 17–19 maggio | Los Angeles |
| 8ª  | 2002 | 22–24 maggio | Los Angeles |
| 9ª  | 2003 | 14–16 maggio | Los Angeles |
| 10ª | 2004 | 11–14 maggio | Los Angeles |
| 11ª | 2005 | 18–20 maggio | Los Angeles |
| 12ª | 2006 | 10–12 maggio | Los Angeles |
| 13ª | 2007 | 11–13 luglio | Los Angeles |
| 14ª | 2008 | 15–17 luglio | Los Angeles |
| 15ª | 2009 | 2–4 giugno   | Los Angeles |
| 16ª | 2010 | 14–17 giugno | Los Angeles |
| 17ª | 2011 | 7–9 giugno   | Los Angeles |
| 18ª | 2012 | 5–7 giugno   | Los Angeles |
| 19ª | 2013 | 11–13 giugno | Los Angeles |
| 20ª | 2014 | 10–12 giugno | Los Angeles |
| 21ª | 2015 | 16–18 giugno | Los Angeles |
| 22ª | 2016 | 14–16 giugno | Los Angeles |
| 23ª | 2017 | 13–15 giugno | Los Angeles |
| 24ª | 2018 | 12–14 giugno | Los Angeles |
| 25ª | 2019 | 11–13 giugno | Los Angeles |
| 26ª | 2021 | 12–15 giugno | Online      |